# Euricania tibialis
Euricania tibialis är en insektsart som först beskrevs av Walker 1858.  Euricania tibialis ingår i släktet Euricania och familjen Ricaniidae. Inga underarter finns listade i Catalogue of Life.